# Afrikanische Renaissance
Eine afrikanische Renaissance wurde seit Ende der 1990er Jahre vom Präsidenten Südafrikas, Thabo Mbeki gefordert. Das französische Wort Renaissance bedeutet Wiedergeburt. Bezogen auf seinen Ursprung bedeutet der Begriff eine „kulturelle Wiedergeburt“. Auf Afrika übertragen können die Zeit der Sklaverei und Kolonialismus nicht mehr als Entschuldigung für alles und jeden herhalten. Das Konzept einer kulturellen, wissenschaftlichen und wirtschaftlichen Erneuerung wurde zuerst von Cheikh Anta Diop in einer Reihe von Aufsätzen „zur afrikanischen Kultur und Entwicklung“ zwischen 1946 und 1960 artikuliert und später in einem Buch mit dem Titel Towards the African Renaissance zusammengefasst.
- Afrika habe eine blühende Zukunft - sagte er, wenn es sich seiner Verantwortung stelle und sein Schicksal endlich selber in die Hand nehme.  Sklaverei und Kolonialismus könnten nicht mehr als Entschuldigung für alles und jeden herhalten. Korruption, Krieg und wirtschaftliche Not sollten nicht mehr von außen gelöst, sondern von innen bekämpft werden. (Thabo Mbeki, Präsident Südafrikas)
- Die Afrikanische Wiedergeburt muss aus der materiellen, spirituellen und kulturellen Entwicklung unseres Volkes resultieren. Das ist ihre Aufgabe. Sie muss in unserem Volk die Leidenschaft und Liebe für unseren Kontinent erwecken. Den Geist der ständigen Innovation, der Kreativität, dem andauernden Suchen nach neuen Ideen, dem immerwährenden Wunsch, die Dinge zum Besseren zu wenden. (Malusi Gigaba, Präsident der ANC Youth League)

Daraus entstanden in den vergangenen Jahren verschiedene Pläne, vor allem der sogenannten Aufbauplan Neue Partnerschaft für Afrikas Entwicklung (NEPAD). Mit NEPAD verpflichten sich die Staatschefs einer demokratischen und transparenten Regierungsführung, dem Kampf gegen Korruption sowie verstärkter innerkontinentaler Kooperation und erhoffen im Gegenzug, die Industrienationen zu einem neuen Engagement in Afrika bewegen zu können. Demokratie, Schutz der Menschenrechte sowie eine solide und berechenbare Wirtschaftspolitik werden als Grundvoraussetzung für Frieden, Wachstum und Entwicklung genannt.
Der ehemalige Generalsekretär der Vereinten Nationen, Kofi Annan beschreibt unter der Überschrift «Veränderte Industriepolitik und Diversifikation sind Schlüsselelemente für die Wirtschaftsentwicklung Afrikas» den Weg dorthin und fordert die Umsetzung des NEPAD.